# レナ (カクテル)
レナ（英: Lena）とは、バーボン・ウイスキー とベルモットなどを用いたカクテルの名称。第20回インターナショナル・カクテルコンペティション優勝作品。
国際バーテンダー協会主催のインターナショナル・カクテルコンペティションは第20回となる1971年で初めて日本開催となった。その際の優勝作品。制作者は、イタリアのアルバート・チリキ（Alberto Chirici）。カクテル名は、チリキの妻の名前に由来する。

## レシピの例
レシピの例を以下に挙げる。
材料
- バーボン・ウイスキー - 30ml
- スイート・ベルモット - 20ml
- ドライ・ベルモット - 10ml
- カンパリ - 10ml
- ガリアーノ - 10ml

作り方
1. 氷と共に全ての材料をシェイクし、カクテルグラスに注ぐ。
2. マラスキーノ・チェリーを飾る。